# Scripps College
Scripps College, fundada en 1926, es una universidad progresiva de artes liberales para mujeres localizada en Claremont, California, Estados Unidos con una inscripción de aproximadamente 950 estudiantes anualmente. Es una de las Universidades de Claremont.

## Historia
Scripps fue fundado en 1926 por Ellen Browning Scripps, filántropa y figura influyente en los mundos de educación, publicación, y los derechos de las mujeres. "La obligación primordial de una universidad," ella dijo, "es para desarrollar en su alumnado la capacidad de pensar claramente e independientemente, y la capacidad de vivir confiadamente, valerosamente y con optimismo."
En la edad de 89 años, Scripps fundó la Universidad como una de las pocas instituciones en el oeste dedicadas a educar a mujeres para carreras profesionales así como para su propio crecimiento personal. El "experimento en educación” de Scripps se formó en un lugar con una conexión artística entre edificios y jardines en una escala íntima.
El lema de Scripps es "Incipit Vita Nova" ("Aquí Empieza Vida Nueva") de la Vida Nueva de Dante.

## Campus
Scripps es frecuentemente descrita como una de las universidades más hermosas de América y está listado en el Registro Nacional de Sitios Históricos. En su edición del 2015 de Las 379 Mejores Universidades, el Princeton Review citó el campus como el quinto más bonito en los Estados Unidos. Es una opinión que ha sido compartida por Forbes,[9] U.S. News & World Report, El Huffington Post, y otros.
Scripps está en el corazón de los Claremont Colleges, rodeado por Harvey Mudd al norte, Pitzer al este, Claremont McKenna y Pomona al sur, y la Universidad de Posgrado de Claremont al oeste. Se encuentra en 30 (12ha) acres de tierra, Scripps consta con más de dos docenas de edificios, incluyendo nueve edificios residenciales.
El campus original fue diseñado por el arquitecto Gordon Kaufmann en el Estilo de Resurgimiento Colonial español. En general, su plan del campus de 1926 ha sido cuidadosamente preservado, con importantes vistas que enlazan las áreas centrales y los esquemas de jardinería creados por Edward Huntsman-Trout.
El campus ofrece un número de elementos interactivos de jardinería, incluyendo un jardín de rosas al norte designado para que la comunidad corte las rosas, al igual que árboles frutales con el mismo propósito. Toronjas, naranjas, granadas, kumquats, y nísperos son unos ejemplos de las frutas disponibles al alumnado; la Universidad también cosecha oliva de sus árboles de oliva y extrae el aceite de oliva, el cual ha ganado varios premios.
El Café Motley (generalmente llamado "El Motley"), es una tienda de café que manejan las estudiantes de Scripps y que encuentra en el Patio de la Foca (Seal Court). El Motley es una organización socialmente y ambientalmente consciente que proporciona al alumnado con un lugar para eventos y conciertos así como un lugar de estudio, descanso y para tomar bebidas de comercio justo. El Motley se enorgullece en ser la única cafetería administrada solamente por mujeres estudiantes de licenciatura al "oeste del Misisipi.”
La temperatura en Claremont tiene una media de 63 grados Fahrenheit, con un medianos altos de 77 y bajos de 50. Scripps disfruta de sol aproximadamente 280 días del año.
Varias instalaciones están compartidas por los miembros del Consorcio de Claremont incluyendo la Biblioteca Honnold/Mudd, el Centro de Ciencias Keck, y la Estación de Campo de Robert J. Bernard.

### Galería Ruth Chandler Williamson
La Galería Ruth Chandler Williamson mantiene la colección de arte permanente de Scripps con 7,500 objetos que abarcan 3,000 años de historia del arte. Los objetos son disponibles para uso en clases, mostrados en exposiciones del campus y prestados a otras instituciones para exhibiciones. En la colección se encuentran trabajos por los artistas americanos como Andy Warhol, Winslow Homero, Childe Hassam, y John James Audubon, al igual que una colección extensa de pinturas por el artista de California y Profesor Emérito Millard Sheets de Scripps.

### Jardín Margaret Fowler
Originalmente fue diseñado como un jardín de claustro estilo medieval europeo para estar localizado al este de una propuesta (pero nunca construida) capilla, el jardín Margaret Fowler  es un jardín amurallado localizado en el centro del campus de Scripps. El jardín está dividido en dos secciones distintas: el área occidental contiene la escultura "Eterna Primitiva", una piscina central y cuatro corredores extendidos en las direcciones cardinales. El extremo oriental tiene una fuente de estilo mediterráneo en la pared enladrillada y un área abierta de losa. Arcadas se encuentran a lo largo de los lados del norte y del sur del jardín.
En la pared del sur del jardín Margaret Fowler se encuentra un mural hecho por Alfredo Ramos Martínez. Scripps lo encargó a Martínez en 1946 el pintar un mural (titulado "Los Vendedores de Flores" de Martínez) en la pared del sur del jardín. Martínez dibujó la composición entera en la pared de yeso y empezó trabajar en varios tableros antes de morir inesperadamente el 8 de noviembre de 1946 cuando tenía 72 años de edad, dejando el mural sin terminar. En 1994, un donativo del Getty Endowment permitió que el mural fuera conservado.

### Sostenibilidad ambiental
Scripps tiene varias iniciativas de sostenibilidad en proceso, desde conservación de energía a prácticas de edificio verde. En el frente de la conservación, Scripps ha visto ahorros monetarios y de energía a través del uso de un sistema de administración de energía nuevo y ha diseñado sistemas de agua para disminuir el desperdicio de agua. La transformación del "Campo de Graduados" a una superficie natural también ayudó a los esfuerzos para la conservación del agua. Scripps también ha disminuido los contenedores de basura y convirtió los contenedores para llevar comida de la cafetería en contenedores reciclables, para disminuir más residuos de vertederos. En el frente de reducciones de emisiones, el personal de mantenimiento utiliza sopladores y carros eléctricos (en lugar de equipo propulsado por gasolina). 
Para sus prácticas considerando la sostenibilidad, Scripps obtuvo una D+ en la Tarjeta de Informe de Sostenibilidad Universitaria 2009, publicado por el Instituto de Dotaciones Sostenibles. Este grado refleja un análisis cuantitativo de que tan eficaces han sido las iniciativas del la universidad. La universidad recibió reconocimiento positivo por su exploración de la posibilidad de invertir en energía renovable, pero falló en las categorías de evaluación de compromiso de accionistas y la transparencia de las dotaciones.

## Académicas
Scripps es un miembro de los Claremont Colleges, y mucho de la vida estudiantil gira alrededor de los cinco colegios universitarios, o "5Cs." Scripps, Claremont Mckenna, Pomona, Pitzer y Harvey Mudd  no sólo interactúan socialmente, pero también comparten cafeterías, bibliotecas y otras instalaciones. Los cinco colegios universitarios, junto con Claremont Graduate University y Keck Graduate Institute of Applied Life Sciences, son parte del Consorcio Universitario de Claremont.
Las alumnas que atienden Scripps son bienvenidas a registrarse para clases y  matricularse en las carreras ofrecidas en cualquiera de los colegios universitarios de los Claremont Colleges. Esta colaboración única entre las universidades permite a las alumnas de Scripps escoger de más de 60 programas de pregrado y 2,000 cursos cada semestre, dándoles una gran amplitud de estudio, enfatizando las experiencia de una universidad de artes liberales. Los programas más populares de pregrado de 2013-14 incluyeron arte, biología, economía, estudios ingleses, estudios franceses, matemática, política y psicología. La media de estudiantes por clase fue de 16 estudiantes, con una proporción global de estudiantes por profesor de 10:1. De hecho, más del 21% de estudiantes escoge dos programas de pregrado o  programas duales para graduarse. Todos los cursos son enseñados por la facultad.
Las académicas están centradas en estudios humanísticos interdisciplinarios, combinados con formación rigurosa en estas disciplinas. Los requisitos generales incluyen clases en matemáticas, bellas artes, letras, ciencias naturales, ciencias sociales, lengua extranjera, estudios de género, estudios de la mujer y estudios de étnicos. Scripps también requiere que las alumnas de primer año tomen un curso de escritura, “Escritura 50.” Cada estudiante tiene que completar una tesis o proyecto previo a la titulación.

### El Currículum Core
Una parte clave de cursar la carrera en Scripps  es el Currículum Core ("núcleo"), una secuencia de tres clases que estimula a las alumnas a pensar críticamente y a desafiar ideas. Cada estudiante de primer año toma Core I en el otoño, el cual presenta las ideas importantes que forman el mundo moderno. Core II son seminarios que se enfocan en ideas concretas presentadas en Core I y es enseñado por dos profesores de campos diferentes, como física y arte. Core III son clases que estimulan la discusión y el pensamiento crítico para estudiantes de segundo año, los cuales culminan en proyectos individuales relacionados con los temas discutidos.

### Estancias
Scripps también mantiene un programa de estudios en el extranjero llamado "Off-Campus Study". 60% de los estudiantes aprovechan el programa, el cual ofrece más de 120 programas en 86 ciudades en 47 países (incluyendo intercambios domésticos con Spelman College, Universidad de George Washington e internados en Silicon Valley y Washington, D.C.)

## Rankings
En el 2015, el ranking anual de U.S. News & World Report categorizó a Scripps como 'muy selectivo'   y lo califica como el colegio universitario número 24 en Estados Unidos, y el tercer mejor colegio universitario para mujeres, después de Wellesley College  y Smith College. En el 2014, Forbes lo valoró como número 69 en las Mejores Universidades de Estados Unidos, en el cual evalúan a 650 escuelas, y el cual incluye academias militares, universidades nacionales y universidades de artes liberales. Kiplinger's Personal Finance califica a Scripps en el lugar 27 en su 2014 ranking de las universidades de artes liberales de mejor valor en Estados Unidos.

## Perfil de admisiones
Para la clase que se graduará en el 2018, Scripps aceptó el 27% de solicitantes. El rango medio del 50% de calificación del examen SAT fue de 640-733 para lectura crítica, 640-720 para matemáticas, y 660-750 para escritura, mientras que el del examen ACT Composite fue de 29–32.

## Vida estudiantil

### Vida residencial
Scripps es un campus residencial, con nueve residencias y departamentos dentro del campus para los cuatro años de estudio. En  el 2006, el Princeton Review incluyó a Scripps en varios de su rankings, entre ellos: "Dorms Como Palacios" (#4), "Campus Más Bonito" (#17), y "Campus con Mejor Comida" (#19).
Todas residencias son de generación mixta; estudiantes de primer a cuarto año viven juntos. El número de alumnas en cada residencia es de 70 a 120, y cada una está gobernado por un Consejo compuesto por cinco alumnas elegidas por las residentes de la residencia.
En octubre del 2014, un donador anónimo donó $10 millones para apoyar la construcción de una nueva residencia actualmente llamada Sala NUEVA.

### Atletismo
Scripps, junto con Claremont Men's college y Harvey Mudd College formaron los programas de atletismo CMS (Claremont-Mudd-Scripps) en 1976. Los equipos femeninos compiten como las Atenas (los equipos masculinos son conocidos como los Stags).